# Saint-Georges-de-Baroille
Saint-Georges-de-Baroille település Franciaországban, Loire megyében. Lakosainak száma 452 fő (2022. január 1.). Saint-Georges-de-Baroille Balbigny, Nervieux, Pinay, Pommiers-en-Forez, Saint-Marcel-de-Félines és Vézelin-sur-Loire községekkel határos.

## Népesség
A település népessége az elmúlt években az alábbi módon változott:
| Lakosok száma | 231  | 260  | 282  | 299  | 390  | 404  | 419  | 431  | 438  | 452  |
|               | 1968 | 1982 | 1990 | 2006 | 2013 | 2015 | 2017 | 2019 | 2020 | 2022 |